# ناحیه الرضمة
ناحیهٔ الرضمة (به عربی: مدیریة الرضمة) یک ناحیه در یمن است که در استان اب واقع شده‌است. ناحیهٔ الرضمة ۷۶٬۵۷۶ نفر جمعیت دارد.